# Peltidium exiguun
Peltidium exiguun är en kräftdjursart som beskrevs av A. Scott 1909. Peltidium exiguun ingår i släktet Peltidium och familjen Peltidiidae. Inga underarter finns listade i Catalogue of Life.